# Alain Feydeau
Pour les articles homonymes, voir Feydeau (homonymie).
Georges Alain Thierry Feydeau, né le 21 juillet 1934 à Boulogne-Billancourt et mort le 15 janvier 2008 à Paris 4e, est un comédien, metteur en scène, et écrivain, longtemps pensionnaire de la Comédie-Française (1958-1983).

## Biographie
Il est le petit-fils de Georges Feydeau. Il est aussi, par sa mère Françoise Hoentschel, le petit-fils du grand collectionneur Georges Hoentschel. Son arrière-grand-père, Ernest Feydeau, fut un correspondant régulier de Gustave Flaubert. Il est le beau-fils du marquis Jean de Malherbe, descendant du poète François de Malherbe, et le neveu de Louis Verneuil.
Premier prix de comédie au Conservatoire national supérieur d'art dramatique de Paris en 1958, il entre comme pensionnaire de la Comédie-Française, où il restera jusqu'en 1983. Devenu célèbre par la télévision, il se distingue notamment dans l'émission Au théâtre ce soir où il interprète pas moins de 21 rôles. Il noua, sur les planches, une profonde amitié avec la Diva, la comédienne Virginie Pradal.
Alain Feydeau était aussi auteur, et a notamment publié deux livres sur Edwige Feuillère, dont il fut l'ami, le biographe, et l'exécuteur testamentaire. Ce sont des albums photos retraçant sa carrière, l'un Edwige Feuillère, publié chez PAC en 1983, le deuxième, complété, publié chez Henri Veyrier en 1991 ; son livre sur Viviane Romance est publié chez Pygmalion en 2001. Il fut également l'auteur d'un recueil de nouvelles Mauvaise heure pour être seul publié chez Séguier en 2005, préfacé par Jacques Lorcey.
Alain Feydeau était, depuis avril 2003, Président d'honneur de l'association Les Amis d'Edwige Feuillère, auprès de son amie la comédienne Antoinette Guédy, chez laquelle il dînait rituellement chaque dimanche soir. Alain Feydeau fut un donateur important pour la Bibliothèque nationale de France. Outre les fonds Edwige Feuillère (4 000 photos) et Renée Saint-Cyr (6 000 photos), il a légué des manuscrits de pièces de Georges Feydeau, ainsi que des objets de famille. Le Palais des Beaux-Arts de Lille a, lui aussi, bénéficié de sa générosité par le don d'une toile de Turner et de plusieurs œuvres du peintre lillois Carolus-Duran, dont Alain Feydeau était l'arrière-petit-fils.
Il était également conférencier, notamment : Edwige Feuillère, Passeport pour la vie, au Théâtre de Saint Maur en 2006, Les Femmes de petite vertu du cinéma français Ginette Leclerc, Mireille Balin, Viviane Romance en juin 2007.
Pour cerner davantage cette personnalité, voici un extrait d'un entretien avec un de ses amis :
— Pourquoi ne faites-vous jamais allusion à la confidence qu’avait faite votre grand-père à son médecin en 1919 en lui avouant, qu’en réalité, il était le fils de Napoléon III ?
— Oh ! a-t-il répondu, simplement parce que j’ai toujours préféré être le descendant d’un génie de la littérature française que celui d’un empereur, aussi prestigieux soit-il !
Il restera un historien du cinéma et un comédien de grande valeur, son jeu était tout à la fois pudique, subtil et charmant.
Alain Feydeau repose au Cimetière de Montmartre dans la 30e Division avec son grand-père Georges Feydeau.
Alain Feydeau est également l'auteur avec Michel Larivière, d'une pièce de théâtre en un acte Aux Frais de la Princesse, d'après le Journal des Frères Goncourt, elle a été créée au Festival d'Anjou en août 2000 par Jean-François Balmer. Le manuscrit de la pièce a été déposé à la Bibliothèque-Musée de la Comédie Française sous le numéro d'inventaire D 1053.
Les historiens hésitaient encore à reconnaître que Georges Feydeau était le fils adultérin de Morny. Le 30 mai 2016 à l'Automobile club de France, 6 Place de la Concorde, l'historien Michel Larivière a fait la révélation suivante : « Mon ami Alain m'a raconté que son père Michel Feydeau lui avait dit — un jour qu'il rangeait des papiers —  "déchire vite cette photo, je ressemble trop à Morny ».

## Filmographie
- 1943 : Les Mystères de Paris
- 1955 : Le Fil à la patte
- 1955 : Les Fruits de l'été
- 2001 : Les Rois mages

### Télévision

#### Téléfilms
- 1959 : Le jeu de l'amour et du hasard
- 1972 : Ruy Blas
- 1973 : Musidora
- 1977 : Les Folies d'Offenbach
- 1978 : Le Mutant
- 1979 : Louis XI ou le Pouvoir central
- 1979 : Les Acteurs de bonne foi
- 1980 : La Folle de Chaillot
- 1981 : Marie-Marie
- 1981 : Histoire contemporaine
- 1983 : Emmenez-moi au théâtre : La Baye
- 1984 : Irène et Fred, téléfilm de Roger Kahane : le ministre
- 1992 : Vincennes Neuilly
- 1998 : La Dame aux camélias
- 2001 : Les Rois Mages
- 2006 : René Bousquet ou le Grand arrangement

#### Séries télévisées
- Les Amours de la Belle Époque
- L'Automne d'une femme (1979)
- Les Gaietés de la correctionnelle
- Les Collégiens prolongés (1981)
- Le Petit théâtre d'Antenne 2
- Gibier de potence (1978)
- Ai-je été suffisamment marxiste ? (1982)
- Tribunal 1989-(1990) : Me Jacques de Chaumont

### Au théâtre ce soir

#### Comédien
- 1968 : Les Compagnons de la marjolaine de Marcel Achard, mise en scène Robert Manuel, réalisation Pierre Sabbagh, Théâtre Marigny
- 1968 : Le Dindon de Georges Feydeau, mise en scène Jean Meyer, réalisation Pierre Sabbagh, Théâtre Marigny (spectacle de la Comédie-Française)
- 1968 : Mademoiselle de Jacques Deval, mise en scène Jacques-Henri Duval, réalisation Pierre Sabbagh, Théâtre Marigny
- 1970 : Un fil à la patte de Georges Feydeau, mise en scène Jacques Charon, réalisation Pierre Sabbagh, Théâtre Marigny (spectacle de la Comédie-Française)
- 1971 : Joyeuse Pomme de Jack Pulman, mise en scène Jacques Rosny, réalisation Pierre Sabbagh, Théâtre Marigny
- 1972 : L'École des contribuables de Louis Verneuil et Georges Berr, mise en scène Robert Manuel, réalisation Pierre Sabbagh, Théâtre Marigny
- 1973 : La Venus de Milo de Jacques Deval, mise en scène Alfred Pasquali, réalisation Georges Folgoas, Théâtre Marigny
- 1973 : Maître Bolbec et son mari de Georges Berr et Louis Verneuil, mise en scène Robert Manuel, réalisation Georges Folgoas, Théâtre Marigny
- 1973 : Ouragan sur le Caine d'Herman Wouk, mise en scène André Villiers, réalisation Georges Folgoas, Théâtre Marigny
- 1974 : L'Amant de madame Vidal de Georges Berr et Louis Verneuil, mise en scène Michel Roux, réalisation Georges Folgoas, Théâtre Marigny
- 1975 : Le Système Ribadier de Georges Feydeau, mise en scène Robert Manuel, réalisation Pierre Sabbagh, Théâtre Édouard VII
- 1975 : Chat en poche de Georges Feydeau, mise en scène Jean-Laurent Cochet, réalisation Pierre Sabbagh, Théâtre Édouard VII
- 1976 : La Charrette anglaise de Georges Berr et Louis Verneuil, mise en scène Jean-Laurent Cochet, réalisation Pierre Sabbagh, Théâtre Édouard VII
- 1977 : La Fessée de Jean de Létraz, mise en scène Jacques Mauclair, réalisation Pierre Sabbagh, Théâtre Marigny
- 1978 : La Plume de Pierre Barillet et Jean-Pierre Grédy, mise en scène Michel Roux, réalisation Pierre Sabbagh, Théâtre Marigny
- 1979 : Le Train pour Venise de Louis Verneuil & Georges Berr, mise en scène Robert Manuel, réalisation Pierre Sabbagh, Théâtre Marigny
- 1979 : La Route des Indes de Jacques Deval, mise en scène Robert Manuel, réalisation Pierre Sabbagh, Théâtre Marigny
- 1980 : La Maîtresse de bridge de Louis Verneuil, mise en scène Robert Manuel, réalisation Pierre Sabbagh, Théâtre Marigny
- 1980 : Une sacrée famille de Louis Verneuil, mise en scène Robert Manuel, réalisation Pierre Sabbagh, Théâtre Marigny
- 1981 : Le Traité d'Auteuil de Louis Verneuil, mise en scène Robert Manuel, réalisation Pierre Sabbagh, Théâtre Marigny
- 1984 : Adieu Prudence de Leslie Stevens, adaptation Pierre Barillet et Jean-Pierre Grédy, mise en scène Alain Feydeau, réalisation Pierre Sabbagh, Théâtre Marigny

#### Metteur en scène
- 1977 : Monsieur chasse ! de Georges Feydeau, réalisation Pierre Sabbagh, Théâtre Marigny
- 1984 : Au théâtre ce soir : Adieu Prudence de Leslie Stevens, adaptation Pierre Barillet et Jean-Pierre Grédy, réalisation Pierre Sabbagh, Théâtre Marigny

## Théâtre
- 1954 : Les Mystères de Paris d'Albert Vidalie d'après Eugène Sue, mise en scène Georges Vitaly, Théâtre La Bruyère
- 1954 : Si jamais je te pince !... d'Eugène Labiche, mise en scène Georges Vitaly, Théâtre La Bruyère
- 1961 : Le Legs de Marivaux, mise en scène Jacques Sereys, Comédie-Française
- 1962 : La Troupe du Roy, Hommage à Molière, mise en scène Paul-Émile Deiber, Comédie-Française
- 1962 : Un fil à la patte de Georges Feydeau, mise en scène Jacques Charon, Comédie-Française
- 1962 : Le Menteur de Corneille, mise en scène Jacques Charon, Comédie-Française
- 1963 : Marie Stuart de Friedrich von Schiller, mise en scène Raymond Hermantier, création au Mai musical de Bordeaux, puis reprise à la Comédie-Française
- 1964 : Cyrano de Bergerac d'Edmond Rostand, mise en scène Jacques Charon, Comédie-Française
- 1964 : Donogoo de Jules Romains, mise en scène Jean Meyer, Comédie-Française
- 1966 : Le Voyage de monsieur Perrichon d'Eugène Labiche et Édouard Martin, mise en scène Jacques Charon, Comédie-Française
- 1967 : Cyrano de Bergerac d'Edmond Rostand, mise en scène Jacques Charon, Comédie-Française
- 1967 : Le Menteur de Corneille, mise en scène Jacques Charon, Comédie-Française
- 1968 : Ruy Blas de Victor Hugo, mise en scène Raymond Rouleau, Comédie-Française
- 1970 : Le Songe d'August Strindberg, mise en scène Raymond Rouleau, Comédie-Française
- 1971 : L'Impromptu de Versailles de Molière, mise en scène Pierre Dux, Comédie-Française
- 1971 : Ruy Blas de Victor Hugo, mise en scène Raymond Rouleau, Comédie-Française au Théâtre national de l'Odéon
- 1971 : Becket ou l'Honneur de Dieu de Jean Anouilh, mise en scène de l'auteur et Roland Piétri, Comédie-Française
- 1971 : Mais n'te promène donc pas toute nue ! de Georges Feydeau, mise en scène de Jean Laurent Cochet, Comédie-Française
- 1972 : Occupe-toi d'Amélie de Georges Feydeau, mise en scène Jacques-Henri Duval, Théâtre des Célestins
- 1972 : Cyrano de Bergerac d'Edmond Rostand, mise en scène Jacques Charon, Comédie-Française
- 1973 : L'Impromptu de Versailles de Molière, mise en scène Pierre Dux, Comédie-Française
- 1973 : Les Femmes savantes de Molière, mise en scène Jean Piat, Comédie-Française
- 1973 : Un fil à la patte de Georges Feydeau, mise en scène Jacques Charon, Comédie-Française
- 1973 : On ne saurait penser à tout de Alfred de Musset, mise en scène Jean-Laurent Cochet, Comédie-Française
- 1974 : La Nostalgie, Camarade de François Billetdoux, mise en scène Jean-Paul Roussillon, Comédie-Française au Théâtre de l'Odéon
- 1974 : L'Impromptu de Marigny de Jean Poiret, mise en scène Jacques Charon, Comédie-Française
- 1975 : Le Dindon de Georges Feydeau, mise en scène Jean Meyer, Théâtre des Célestins
- 1975 : La Surprise de l'amour de Marivaux, mise en scène Simon Eine, Comédie-Française au Théâtre Marigny
- 1975 : La Poudre aux yeux d'Eugène Labiche et Édouard Martin, mise en scène Jacques Charon, Comédie-Française au Théâtre Marigny
- 1976 : Cyrano de Bergerac de Edmond Rostand, mise en scène Jean-Paul Roussillon, Comédie-Française
- 1977 : Le Sexe faible de Édouard Bourdet, mise en scène Jean Meyer, Théâtre des Célestins
- 1982 : Victor ou les Enfants au pouvoir de Roger Vitrac, mise en scène Jean Bouchaud, tournée Comédie-Française en représentations officielles
- 1983 : Victor ou les Enfants au pouvoir de Roger Vitrac, mise en scène Jean Bouchaud, Comédie-Française au Théâtre de l'Odéon
- 1985 : Topaze de Marcel Pagnol, mise en scène Jean Meyer, Théâtre des Célestins
- 1987 : Ponce Pilate, procureur de Judée de Jean-Marie Pélaprat, mise en scène Robert Manuel, spectacle pour croisière sur le Mermoz
- 1989 : L'Illusionniste de Sacha Guitry, mise en scène Jean-Luc Moreau, Théâtre des Bouffes-Parisiens
- 1991 : À vos souhaits de Pierre Chesnot, mise en scène Francis Joffo, Théâtre Antoine
- 1995 : Harold et Maude de Colin Higgins, mise en scène Jacques Rosny, Théâtre des Bouffes-Parisiens
- 2004 : Café noir de Agatha Christie, mise en scène Michel Fagadau, Comédie des Champs-Élysées
- 2006 : L'Avare de Molière, mise en scène de Jacques Lorcey, Festival d'Orange en juillet, Anselme